# Siraj Wahhaj

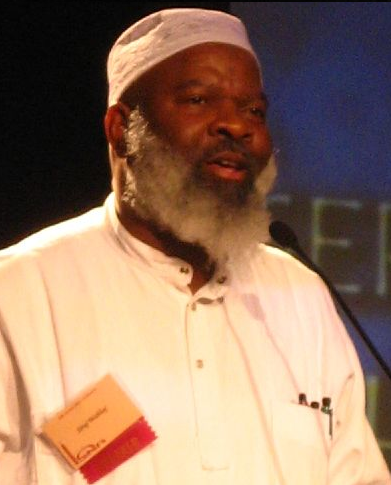
Siraj Wahhaj

Siraj Wahhaj (ursprünglich Jeffrey Kearse, geboren 11. März 1950 in New York) ist ein prominenter US-amerikanischer Imam christlicher Herkunft.

## Biographie
Siraj Wahhaj wuchs im New Yorker Stadtbezirk Brooklyn auf. Er konvertierte vom Christentum (Baptisten) zum Islam. Er ist Gründer und Imam an der Al-Taqwa-Moschee in Brooklyn und Führer der Muslim Alliance in North America (MANA; Muslimische Allianz in Nordamerika). Er war auch Vizepräsident der Islamic Society of North America (ISNA). Er wurde zuerst berühmt für seine erfolgreichen Bemühungen im Kampf gegen Drogen und Kriminalität in seiner Nachbarschaft. 
Er gehörte zunächst der Nation of Islam in New York an und war in dieser Zeit davon überzeugt, dass die Weißen Teufel seien. Nach dem Tod von Elijah Muhammad 1975 schloss er sich dessen Sohn W. D. Mohammed an, der die Mitglieder der Nation of Islam anhielt, sich dem orthodoxen Islam zuzuwenden, und befolgte den sunnitischen Islam. Im Zuge seines Studiums 1978 in Mekka vertiefte er sich in den Koran.
Zu den von ihm ausgeübten Ämtern zählt das eines Vorstandsmitglieds des American  Muslim Council (AMC).
Als Guest Chaplain sprach Wahhaj am 25. Juni 1991 als erster Muslim das Eröffnungsgebet (invocation) im US-Repräsentantenhaus, ein auch international vielbeachtetes Ereignis.
Der Stadtbezirkspräsident von Brooklyn, Marty Markowitz, proklamierte am 15. August 2003 den Tag zum Siraj Wahhaj  Day (Siraj-Wahhaj-Tag), zu Ehren seiner „lebenslangen herausragenden und bedeutenden Leistungen“.
2009 wurde er in einer „Liste der 500 einflussreichsten Muslime“ des Royal Islamic Strategic Studies Centre aus Jordanien und des Prince Alwaleed bin Talal Center for Muslim-Christian Understanding in Washington, D.C. aufgeführt.

## Positionen
Wahhaj hat Erklärungen zur Unterstützung der islamischen Gesetze über denen der liberalen Demokratie abgegeben. Er unterstützt auch die Todesstrafe durch Steinigung wegen Ehebruchs und Handabschneidung wegen Diebstahls. Er wird mit folgenden Worten zitiert: Islam is better than democracy, […] Allah will cause his deen [religion], Islam, to prevail over every kind of system, and you know what? It will happen. Ebenfalls mit: If Allah says 100 strikes, 100 strikes it is. If Allah says cut off their hand, you cut off their hand. If Allah says stone them to death, through the Prophet Muhammad, then you stone them to death, because it’s the obedience of Allah and his messenger—nothing personal.
Für Siraj Wahhaj ist our misguided foreign policy toward Israel die größte Bedrohung für Amerika, und er fragte, warum er diese nicht öffentlich kritisieren könne.